# مواد نانوية
علم المواد النانوية (بالإنجليزية: Nanomaterials)‏: حقل مهم من حقول تقنية النانو القائم على مدخل علم المواد المتعلقة بالتقانة النانوية. ويهتم هذا الحقل بدراسة المواد والسمات الشكلية (المورفولوجيا) على مستوى نانومتري، وخصوصا تلك التي لها سمات خاصة نابعة من أبعادها النانومترية الحجم. ويعرف عادة «نطاق النانو» بأنه أصغر من (واحد من عشرة) من الميكرومتر في بعدٍ واحدٍ على الأقل،  وإن كان هذا المصطلح أحيانا يستخدم أيضا لمواد أصغر من واحد ميكرومتر.

## خلفية
ومن خصائص التقانة النانوية ارتفاع نسبة مساحة السطح إلى الكمية بالعديد من المواد النانوية والتي بدورها تسفر عن وقوع تأثيراتٍ كموميةٍ ميكانيكيةٍ محتملةٍ جديدةٍ، ومنها على سبيل المثال «تأثير الحجم الكمومي» حيث تتغير الخصائص الإلكترونية للمواد الصلبة ذات التناقص الهائل في حجم الجسيمات. إلا أن هذا التأثير لا يكون فعالاً من خلال التحول من الأبعاد الماكروية إلى الأبعاد الميكروية. على الرغم من ذلك، فهي تصبح واضحة وظاهرة عندما يتم الوصول إلى مدى الحجم النانوي. كما تتغير كذلك مجموعةٍ معينةٍ من الخصائص الفيزيائية بتغير الأنظمة المجهرية (الماكروسكوبية). ومن ثم تعد الخصائص الميكانيكية الجديدة للمواد النانوية أحد موضوعات البحث في علم ميكانيكا النانو. كما تكشف الأنشطة المحفزة كذلك النقاب عن صورةً جديدةً للتفاعل مع المواد الحيوية.
كما أنه يمكن اعتبار تقانة النانو امتدادات للتخصصات التقليدية بهدف النظر إلى هذه الخصائص بشكلٍ صريحٍ. هذا بالإضافة إلى أنه يمكن إعادة تفسير التخصصات التقليدية على أنها تطبيقاتٍ خاصةٍ لتقنية النانو. ومن ثم يساهم هذا التبادل الحيوي للأفكار والمفاهيم في تفهم المجال بصورةٍ متمدنةٍ. وبشكلٍ عام تعد تقنية الصغائر عملية تركيب وتطبيق لأفكار كلٍ من العلوم والهندسة بهدف فهم وإنتاج موادٍ وأجهزةٍ جديدة، حيث تسهم تلك المنتجات بصورةٍ عامةٍ في الاستخدام الواسع للخصائص الفيزيائية المصاحبة بالمقاييس الصغيرة.
كما ذكر آنفاً، فإن المواد التي تقلص حجمها ليصل إلى المقياس النانوي قد تظهر فجأةً خصائصاً مختلفةً جداً بالمقارنة بتلك الخصائص التي كانت تظهر على المقياس المكبر (الماكرو)، مما يسفر عن الحصول على تطبيقاتٍ فريدةٍ لها لم تكن معهودةٍ من قبل. حيث أنه وعلى سبيل المثال، قد تصبح المواد المعتمة مواداً شفافة كالنحاس (copper)، المواد الخاملة يصبح لها خصائصاً حفازة كالبلاتينيوم (platinum)، المواد الممستقرة تتحول إلأى مواد محترقة (كالألومونيوم)، المواد الصلبة تتحول إلى سوائل في درجة حرارة الغرفة (كالذهب)، المواد العازلة تتحول إلى موادٍ موصلةٍ (كالسيليكون). كما قد تتحول المواد الخاملة في تركيبها الكيميائي الطبيعي (كالذهب) إلى موادٍ حافزةٍ كيميائيةٍ عند تقلصها إلى أحجامٍ لنانوية الأبعاد. ومن ثم فالقدر الأكبر من الإعجاب بتقانة النانو ينبع من هذه الظواهر الكمومية والسطحية الفريدة والتي تُظهرها المادة على المقياس النانوي.

## الاتساق
تتطلب عمليتي المعالجة والتركيب الكيميائي للمكونات التقنية عالية الأداء بالقطاعات الخاصة، الصناعية والعسكرية استخدام الخزفيات عالية النقاء، المبلمرات، الخزف الزجاجي، وكذلك مركبات المواد. وفي الأجسام المكثفة المكونة من المساحيق الناعمة، غالباً ما تسفر أحجام وأشكال الجسيمات النانوية الغير منتظمة في المسحوق المثالي، عن مورفولوجياتٍ للتعبئة الغير متماثلة والتي ينتج عنها تباينات كثافة التعبئة في علبة المسحوق.
كما قد يثير تكتيل المساحيق اللاإرادي الناتج عن قوى فان دير فالس الجاذبة انعدام التجانس للبنيات الدقيقة. وترتبط الضغوط المختلفة والتي تتطور نتيجةً لعملية الانكماش الغير متسقة مباشرةً مع المعدل الذي عنده يمكن إزالة المذيب، ومن ثم يصبح معتمداً بصورةٍ عاليةٍ على توزيع المسامية. وتصاحب تلك الضغوط عملية تحولٍ للبلاستيك إلى صورةٍ هشةٍ في الأجسام الصلبة، ومن ثم يكون قابلاً للامتداد المتصدع في الجسم المتسق لو لم يتم تخفيفه.
هذا بالإضافة إلى أن التقلبات التي تحدث في كثافة التعليب بالمادة المدمجة كما يتم إعدادها من أجل وضعها بالفرن غالباً ما تتضخم خلال عملية التلبيد، متضمنةً عملية التكثيف كذلك. كما تم توضيح أن بعض المسام والعيوب البنائية الأخرى والمصاحبة لتباينات الكثافة تلعب دوراً حاسماً في عملية التلبيد من خلال النمو ومن ثم الحد من كثافة النقطة الطرفية. كما تم توضيح كذلك أن الضغوط المختلفة الناجمة عن عملية التكثيف المتغايرة قد تسفر عن انتشار الشقوق الداخلية، حيث تصبح العيوب حينئذٍ قوةً مسيطرةً.
نتيجةً لذلك يبدو أنه من المرغوب أن يتم معالجة المادة بطريقةٍ تكون خلالها متسقةً فيزيائياً مع مراعاة توزيع المكونات والمسامية، بدلاً من استخدام توزيعات حجم الجسيم والتي تزيد وتضخم من الكثافة الخضراء. إن احتواء التجمع المتفرق بصورةٍ موحدةٍ للجسيمات المتفاعلة بقوة في المحلول (المُعَلَق) تتطلب تحكماً تاماً في القوى الموجودة بين الجسيمات. وتوفر الجسيمات النانوية أحادية التشتت والغرويات مثل تلك الإمكانية.
و قد تستقر المساحيق أحادية التفريق للسيليكا الغروانية، على سبيل المثال، بصورةٍ كافيةٍ لضمان درجةٍ عاليةٍ من النظام بالكرسيتال أو المادة الصلبة الغروانية كثيرة البلورات والتي تنجم عن عملية التجمع. وتتحدد درجة النظام بالوقت والمساحة المسموح بهما للارتباطات الناشئة ذات المدى الأطول. كما تعد تلك التركيبات الغروانية كثيرة البلورات المعيبة العناصر الأساسية لعلم المواد الغروانية شبه دقيقة القياس، ومن ثم توفر الخطوة الأولى في مجال تطوير فهماً أكثر دقة لآليات الارتقاء في البنيات الدقيقة في المواد والمكونات عالية الأداء.

## التصنيف
غالباً ما تقع المواد التي يشار إليها على أنها «مواد نانوية» ضمن تصنيفيين رئيسيين هما: الفوليرينيات fullerenes، والجسيمات النانوية الغير عضوية.

### الفوليرينيات
المقال الرئيسي: فوليرين

مشهد دوار لـ Buckminister Fullerene C60

تعد الفوليرينيات fullerenes أحد فئات متآصلات الكربون والتي من الناحية المصطلحية تعد صحائف الجرافين والملفوفة داخل أنابيب أو كرات. وتتضمن الأنابيب النانوية الكربونية (أو أنابيب السيليكون النانوية) ويعد كلاهما ذات أهمية كبيرة بسبب قوتهما الميكانيكية وكذلك بسبب خصائصهما الإلكترونية.
وفي أثناء العقد الماضي، كانت الخصائص الكيميائية والفيزيائية للفورينيات موضوعاً هاماً في مجال البحث العلمي والتنمية كذلك، إلا أنها ما زالت حتى وقتنا هذا كذلك. فقد كان الفولرين موضوعاً للدراسة في إحدى الدراسات (الهادفة إلى دراسة استخداماتها في المجال الطبي) والتي أجريت في إبريل 2003: حيث ربطت بعض المضادات الحيوية لبنية البكتريا المقاومة، بل إنها استهدفت بعض أنواع الخلايا السرطانية ومنها الميلانوما melanoma. إلا أن عدد أكتوبر 2005 من دورية Chemistry and Biology اشتمل على مقالةٍ تصف استخدام الفوليرينيات كعوامل مضادة للميكروبات نشطة ضوئياً. وفي مجال تقانة النانو تعد كلٌ من مقاومة الحرارة والموصلية الفائقة superconductivity من بين الخصائص التي تجذب انتباه الأأبحاث العلمية الحديثة.
وتستخدم تلك الطريقة العامة في إنتاج الفوليرينات من خلال إرسال تيار ضخم بين قطبي متجلورين من الجرافيت في غلافٍ خامل. وتبرد بلازما الكربون الناتجة والمقوسة بين القطبي إلى بقايا سخامية والتي منها يمكن عزل كمية كبيرة من الفلورينيات.
وقد أجريت العديد من الحسابات باستخدام طرق (ab-initio Quantum Methods) والمطبقة على الفلورينيات. حيث يستطيع المرء الحصول على مطياف تحت الحمراء ومطياف رامان وكذلك مطياف فوق البنفسجية من خلال طريقتي النظرية الدالية للكثافة DFT و TDDFT. حيث يتم مقارنة نتائج تلك الحسابات بالحسابات التجريبية.

### أخرى
المقال الرئيسي: جسيم نانوي
لجسيمات النانو أو البلورات النانوية المصنعة من المعادن وأشباه الموصلات والأكاسيد، أهميتها الخاصة لخصائصها الميكانيكية والكهربائية والبصرية والكيميائية بالإضافة إلى خصائصٍ أخرى. ذلك حيث استخدمت الجسيمات النانوية كنقاط كمومية وكمحفزات كيميائية.
وترجع أهمية الجسيمات النانوية إلى أنها تمثل جسر التواصل بين المواد الضخمة والهياكل الذرية والجزيئية. حيث أنه يجب أن يكون للمادة الضخمة خصائصاً فيزيائية ثابتة بغض النظر عن حجمها، إلا أن الأمر ليس على هذا المنوال عند التحدث عن المواد على المقياس النانوي. ومن ثم فيمكن ملاحظة الخصائص المعتمدة على الحجم والتي منها التقييد (الحبس) الكمومي quantum confinement في جزيئات أشباه الموصلات، وكذلك صدى سطح البلازمون surface plasmon resonance في بعض الجسيمات المعدنية، بالإضافة إلى البارامغناطيسية الفائقة superparamagnetism في المواد المغناطيسية.
وللجسيمات النانوية عددٌ من السمات الخاصة المرتبطة بكتلة المادة، على سبيل المثال، يحدث ثني النحاس السائب (سواءً أكان سلكاً أم شريطاً أو أي شكلٍ آخر) مع حركة ذرات/ عناقيد النحاس تقريباً على مقياس 50 نانومتر. حيث تعتبر جسيمات النحاس النانوية الأصغر من 50 نانومتر مواداً أشد صلابةٍ والتي لا تتسم بنفس القابلية للطرق malleability والمطيلية ductility وهي سمة تطلق على المواد القابلة للتشكيل كالنحاس السائب. وأصبح الآن التغير في السمات والخصائص أمراً مرغوباً به. حيث أن المواد الكهرحديدي Ferroelectric الأصغر من 10 نانومتر قد تغير من إتجاه مغناطيسيتها مستخدمةً الطاقة الحرارية لدرجة حرارة الغرفة، ومن ثم تجعلها عديمة الفائدة لتخزين الذاكرة. وتصبح معلقات الجسيمات النانوية متاحة هنا بسبب أن تفاعل سطح الجسيم مع المذيب يكون قوياً بدرجةٍ كافيةٍ للتغلب على الفروق في الكثافة، والتي غالباً تنتج عنها مادةً قد تطفو أو تغرق في السوائل. وأحياناً يكون للجسيمات النانوية خصائصاً بصريةً غير متوقعَة لأنها صغيرةٌ بدرجةٍ كافيةٍ لحبس إلكترونياتها أو إنتاج تأثيراتٍ كموميةٍ. على سبيل المثال جسيمات الذهب تظهر باللون الأحمر الداكن للأسود في المحلول.
وتوفر نسبة مساحة السطح العالية غالباً إلى نسبة الحجم للجسيمات النانوية قوة هائلة رائدة للانتشار diffusion، خاصةً في درجات الحرارة المرتفعة. في حين قد يحدث التلبيد أو التصليد الحراري Sintering مع درجات الحرارة المنخفضة وعلى فترات زمنيةٍ أقصر عن الجزيئات الأضخم. إلا أن هذا لا يؤثر نظرياً على كثافة المنتج النهائي، على الرغم من أن صعوبات التدفق ونزعة الجسيمات النانوية إلى لاتجمع في كتلٍ تسفر عن تعقد المواد. كما تقلل تأثيرات السطح للجسيمات النانوية من درجة حرارة الانصهار الأولية.

## التركيب

### تقنية الصول-جل
تمثل عملية الصل-جيل أسلوب كيميائي رطب والتي تعرف أيضاً بأنها (عملية ترسيب المحلول الكيميائي)، حيث تستخدم حديثاً في مجالات علوم المواد وهندسة السيراميك أو هندسة الخزف. وتستخدم تلك الطرق بصورةٍ أساسيةٍ في تصنيع المواد (و بصورةٍ متماثلة الأكسيد المعدني) بدايةً من المحلول الكيميائي (وتشير صول إلى المحلول) والذي يمثل سابقةً لشبكةٍ متكاملةٍ (أو جل) من جزيئاتٍ متقطعةٍ أو شبكات المبلمرات.
و من السوابق المماثلة كلٌ من اللافلزات القابلة للاشتعال الكلوريد الفلزي، واللذان يسفران عن وقوع تفاعلي الحلمأة والتكثيف المتعدد للجزيئات وذلك بهدف تشكيل إما شبكة من "نسيج ممطوط صلب"" أو محلول غرواني (أو عملية تشتت أو تذبذب) – وهو نظام مكون من جزيئات دقيقة الصغر متقطعة (غالباً ما تكون مادة لابلورية) والتي تتشتت أو تتبعثر إلى درجاتٍ عدةٍ في السائل العائل لها. وتتضمن عملية تكوين أكسيد المعدن أو الفلز ربط مراكز المعدن بواسطة روابط أو جسورoxo (M-O-M) و hydroxo (M-OH-M)، ومن ثم إنتاج بوليمرات OXO فلزية أو بوليمرات hydroxo المعدنية بالمحلول. ومن ثم يرتقي المحلول نحو تكوين أنظمة شبيهة بالجيل أو الهلام مزدوجة المرحلة والتي تشتمل على كلٍ من المرحلة السائلة والمرحلة الصلبة واللتين يتراوح تشكيلهما من الجزيئات المتقطعة إلى شبكات البوليمر المستمرة.
أما في حالة الغروانيات، فإن تكسير حجم الجسيمات (أو كثافة الجسيم) قد تكون منخفضة جداً بصورةٍ تجعل كميةً ضروريةً من السائل في حاجةٍ ليتم إزالتها مبدئياً من أجل التعرف على الخصائص المادة الشبيهة بالهلام. ويمكن استكمال مثل تلك العملية من خلال مجموعةٍ من الطرق. إلا أن أسهلها إتاحة الوقت الكافي لحدوث الترسيب، ومن ثم سكب باقي السائل. كما يمكن الاستفادة من عملية التثفيل في تسريع عملية انفصال المرحلة.
تتطلب مرحلة إزالة السائل المتبقي (المذيب) عملية تجفيف، والتي يصاحبها بصورةٍ مطابقةٍ مقدارٍ ضروريٍ من الانكماش والتكثيف. ويتحدد المقدار الذي يمكن عنده التخلص من المذيب بواسطة توزيع المسامية بالجل أو الهلام. ومن ثم سيتأثر أقصى تركيبٍ دقيقٍ للمنتج النهائي بصورةٍ واضحةٍ قويةٍ بالتغيرات التي تم تنفيذها خلال تلك المرحلة من عملية المعالجة. بعد ذلك، غالباً ما تكون هناك حاجةً ضروريةً للمعالجة الحرارية أو المعالجة بالنار بهدف لصالح مزيدٍ من التكثيف البوليمري وزيادة الخواص الميكانيكية والثبات البنائي من خلال عمليات التلبد النهائي، التكثيف، ونمو الحبوب. كما تتمثل أحد المزايا البارزة لاستخدام تلك المنهجية المناقضة لأساليب المعالجة الأكثر تقليديةٍ في أن التكثيف غالباً ما يمكن الحصول عليه في درجات حرارةٍ أكثر انخفاضاً.
يمثل أسلوب (صول-جيل) تقنيةً رخيصةً ومنخفضة الحرارة والتي تسمح بالتحكم بالتركيب الكيميائي للمنتج. حتى الكميات الصغيرة من عوامل الإشابة ومنها الأصباغ العضوية والمعادن الأرضية النادرة يمكن تقديمها ضمن منتجات الجل أو الهلام والتي ينتهي بها الحال بالتفرق والتشتت بصورةٍ متسقةٍ في المنتج النهائي. وهي قد تستخدم في عملية معالجة إنتاج الخزف وتصنيعه كذلك كمادة صبٍ للاستثمار أو كوسيلةٍ لإنتاج رقائقٍ رفيعةٍ من الأكاسيد المعدنية المستخدمة للأغراض المختلفة. كما تتواجد العديد من التطبيقات للمواد المشتقة من تقانة (صول-جل)، سواءً في مجال البصريات الإلكترونيات الطاقة والفضاء وكذلك الاستشعار الحيوي، بالإضافة إلى مجال الطب (على سبيل المثال عرض الأدوية الخاضعة للرقابة) وعملية الفصل (و مثال ذلك تقنية التفريق اللوني أو الاستشراب).
وقد يرجع الاهتمام بعملية المعالجة باستخدام تقنية صول جل إلى الوراء في منتصف الثمانينات من القرن التاسع عشر مع ملاحظة أن حلمهة hydrolysis رابع إيثيل الأورثولوسيليكات the hydrolysis of tetraethyl orthosilicate (TEOS) تحت ظروفٍ حامضية أدت إلى تكوين ثاني أكسيد السليكون وصيغته الكيميائية SiO2 في شكل أاليافٍ أو كتلٍ. وقد نمت أبحاث تقنية صل جل لتصبح ذات أهميةٍ كبيرةٍ حيث أنه في التسعينات من القرن العشرين نُشِرَت أكثر من 35.000 ورقةٍ بحثيةٍ عبر أ{جاء العالم حول تلك العملية.

## الوصف
تم إجراء العديد من الملاحظات الأولى ومقاييس الأحجام للجسيمات النانوية خلال العقد الأول من القرن العشرين. والتي غالباً ما صحبها لقب (Zsigmondy) والذي وضع الدراسات التفصيلية لمحاليل الذهب والمواد النانوية الأخرى ذات أحجام 10 نانومتر أو أقل. ونشر كتاباً له عام 1914. كما استخدم المجهر الفوقي ultramicroscope والذي يوظف طريقة المجال المظلم لرؤية الجزيئات ذات الأحجام الأقل من الطول الموجي للضوء light wavelength.
في حين تم تطوير مجموعة من الأساليب التقليدية خلال القرن العشرين في علوم الغروانيات والسطوح البينية Interface and Colloid Science بهدف وصف المواد النانوية، حيث استخدمت بصورةٍ واسعة النطاق في «الجيل الأول» من المواد النانوية السلبية في المقطع التالي.
وتتضمن تلك الطلاق العديد من الأساليب المختلفة لوصف توزيع حجم الجزيء particle size distribution. ويعد هذا الوصف مسألةً ملحةً ذلك أن العديد من المواد المتوقع أن تكون نانوية الحجم تتجمع على شكل كتلٍ في المحاليل. وبعض الطرق تعتمد على تبعثر الضوء وانتشاره. في حين تُطبق بعض الطرق الأخرى الموجات فوق الصوتية، ومنها مطياف التخفيف بالموجات فوق الصوتية ultrasound attenuation spectroscopy بهدف اختبار التبددات النانوية المركزة والمستحلبات الدقيقة كذلك.
هذا بالإضافة إلى وجود مجموعة من الأساليب التقليدية لوصف شحنة السطح surface charge أو احتمالية زيتا zeta potential للجسيمات النانوية بالمحاليل. وتعد تلك المعلومات مطلوبة وضرورية لاستقرار النظام الملائم، منع التكتلأو التجميع aggregation والتلبيد flocculation. ومن تلك الطرق microelectrophoresis، electrophoretic light scattering و electroacoustics. وتعد الطريقة الأخيرة، تيار الاهتزاز الغرواني colloid vibration current مناسبةً لوصف الأنظمة المركزة.

## السلامة
اطلع أيضاً على: تنظيم تقنية النانو.
تتصرف المواد النانوية بصورةٍ مختلفةٍ عن الجسيمات الأخرى الشبيهة في الحجم. ومن ثم فمن الضروري لتطوير مداخل متخصصة لاختبار وضبط تأثيراتها على صحة الإنسان وعلى البيئة. حيث أسست لجنة الكيماويات التابعة لمنظمة التعاون الاقتصادي والتنمية Organisation for Economic Co-operation and Development (OECD Chemicals Committee) حزب العمل للمواد النانوية المصنعة Working Party on Manufactured Nanomaterials بهدف مواجهة تلك القضية ودراسة ممارسات دول الأعضاء بمنظمة التعاون الاقتصادي والتنمية مع الوضع في الاعتبار السلامة من المواد النانوية.
في حين أنه من المتوقع أن تسفر التقنيات النانوية عن العديد من التطورات والتحديثات في مجالات الصحة والرعاية الصحية المتعددة، والتي غالباً ما يكون منها طرق تسليم الدواء وعلاجات جديدة للسرطانات وطرق اكتشاف مبكر للأمراض، إلا أنه قد يكون لها تأثيراتٍ غير مرغوبٍ فيها كذلك. حيث يعد المعدل المتزايد للامتصاص الاهتمام الرئيسي المصاحب للجسيمات النانوية المصنعة.
وتتزايد نسبة المساحة السطحية بالمواد إلى نسبة الحجم في حال تحولها إلى مواد نانوية. حيث تؤدي المساحة السطحية الأكبر (مساحة السطح بكل وزن وحدة) إلى زيادة معدل الامتصاص عبر البشرة، الرئتين، أو الجهاز الهضمي مما قد يؤدي إلى تأثراتٍ غير مرغوبٍ فيها للرئتين بالإضافة إلى الأعضاء الأخرى. على الرغم من ذلك، فإن الجزيئات يجب أن يتم امتصاصها بكمياتٍ كافيةٍ لتسبب مخاطر صحية.
ومع تزايد استخدام المواد النانوية عبر أرجاء العالم أجمع، فقد أُثيرت كذلك مخاوف تجاه قضايا سلامة كلٍ من العامل والمستخدم. ولمواجهة تلك المخاوف، قام معهد كارولينسكا السويدي The Swedish Karolinska Institute بإجراء دراسةٍ والتي فيها تم تعريض الخلايا الظهارية (الطلائية) للرئة البشرية human lung epithelial cells للعديد من المواد النانوية. وقد أوضحت النتائج التي نشرت عام 2008، أن جسيمات أكسيد الحديد النانوية تسبب بعض الضرر القليل للحاض النووي ولكنها لم تكن سامة. أما جسيمات أكسيد الزنك النانوية كانت أسوء بقليل. في حين تسبب ثنائي أكسيد التيتانيوم بإضرار الحامض النووي فقط. إلا أن أنابيب الكربون النانوية قد تسببت بضررٍ على مستويات ٍ أقل. أما أكسيد النحاس فقد وجد أنه أسوءهم ضرراً، بالإلضافة إلى أنه كان المادة النانوية الوحيدة المعروفة من قبل الباحثين لها مخاطر صحية واضحة.

## اطلع على
| *هندسة السيراميك Ceramic engineering                  | *غرواني Colloidal         | *بلورة غروانية Colloidal crystal                |
| *قائمة التقنيات الناشئة List of emerging technologies | *حالة سائلة Liquid        | *هيكل نانوي Nanostructures                      |
| *تقانة الصغائر Nanotechnology                         | *مركب نانوي Nanocomposite | *إلكترونيات اللوحة المطبوعة Printed electronics |
| *مادة صلبة                                            | *عمليات صول جيل sol-gel   | *مواد شفافة Transparent materials               |
| *زهرة النانو                                          | *رغوة نانوية              | *عمود نانوي                                     |

## وصلات خارجية
- الاكتساب، التقويم، والعرض العام للبيانات والنتائج المرتبطة اجتماعياً والخاصة بالمواد النانوية (DaNa)
- سلامة المواد النانوية المصمنعة: لجنة الكيماويات التابعة لمنظمة التعاون الاقتصادي والتنمية
- تقييم المخاطر الصحية للمواد النانوية ملخص أعدته غرين فاكتس الخاص باللجنة العلمية حول المخاطر الصحية الحديثة أو الناشئة للمفوضية الأوروبية European Commission SCENIHR assessment
- جمعية الحويصلة الدولية
- Textiles معمل تقنية الصغائر  في جامعة كورنيل
- مقال نشر بموقع معهد الفيزياء الإلكتروني
- المواد النانوية
- مقرر إلكتروني MSE 376-حول المواد النانوية بواسطة Mark Hersam (2006)
- المواد النانوية: نقاط كمومية، أسلاك وأنابيب نانوية عرض إلكتروني عبر شبكة الإنترنت لدكتور ساندس